# 北京路街道 (贵阳市)
北京路街道，是中华人民共和国贵州省貴陽市云岩区一个已撤销的街道办事处。
2012年前，下辖：省府社区、地矿社区、体育场社区、市北路社区、安云路社区、云岩街社区、北新区路社区和八鸽岩社区。2012年8月14日，贵阳市人民政府通知决定撤销49个街道办事处，设立90个社区服务中心。